# Берулава, Виссарион
Виссарио́н (Бес(с)арио́н) Берула́ва (род. 4 января 1990, Поти) — грузинский самбист, чемпион и призёр чемпионатов Грузии, призёр чемпионатов Европы, бронзовый призёр Европейских игр 2019 года в Минске, чемпион и призёр чемпионатов мира, бронзовый призёр Кубка мира, победитель и призёр международных турниров. Выступал во второй полусредней (до 74 кг) и первой средней (до 82 кг) весовых категориях.

## Выступления на чемпионатах страны
- Чемпионат Грузии по самбо 2018 — [1];
- Чемпионат Грузии по самбо 2021 — ;